# Ducado de Neopatria
O Ducado de Neopatria ou Neopatras (em catalão:  Ducat de Neopàtria; em grego: Δουκάτο Νέων Πατρών; romaniz.: Doukáto Néon Patró̱n),  foi um estado cruzado fundado na região da Grécia após o Cerco de Constantinopla pela Quarta Cruzada, em 1204. Ele se localizava na Grécia Central e se estendia à volta da cidade de Neai Patrai (Νέαι Πάτραι - atual Ipati), no vale do Esperqueu, a oeste de Lâmia.

## História
Em 1318-1319, os almogávares da Companhia Catalã, tendo conquistado a maior parte do território do Ducado de Atenas, avançaram sobre o Despotado do Epiro, no sul da Tessália, liderados por Alfonso Frederico, filho ilegítimo do rei Frederico II da Sicília. Os novos territórios foram consolidados num recém-criado ducado e unidos com o Ducado de Atenas como novas possessões da Coroa de Aragão. Este ducado foi dividido nas capitanias de Siderocastro, Neopatria e Salona (atual Anfissa).
Parte das possessões do ducado na Tessália foram conquistadas posteriormente pelo rei da Sérvia Estêvão Úresis IV em 1337. Em 1377, o título de duque de Neopatria foi incorporado por Pedro IV de Aragão, que o preservou entre os títulos subsidiários de seus sucessores e ainda é parte do título completo dos reis da Espanha.
Os ataques do Império Bizantino progressivamente diminuíram o território do ducado até que ele finalmente caiu nas mãos da República Florentina em 1390.
Eclesiasticamente, Neopatria corresponde em grande medida à "Arquidiocese de Neopatras" (L'Arquebisbat de la pàtria), que tinha uma diocese sufragânea: Zeitúnio (Zeitounion, atual Lâmia). Entre os arcebispos catalães estava Ferrer d'Abella, que tentou ser transferido para uma sé episcopal na Europa Ocidental.